# Anna Iagello
Anna Iagello (n. 23 iulie 1503, Buda, Regatul Ungariei – d. 27 ianuarie 1547, Praga, Regatul Boemiei) aparținând Dinastiei Jagiellone, a fost regină consoartă prin căsătoria cu Ferdinand I de Habsburg.

## Familie
A fost cel mai mare copil și singura fiică a regelui Ladislau al II-lea Jagello (1456–1516) și a celei de-a treia soții a acestuia, Anne de Foix. A fost sora mai mare a lui Ludovic II Iagello.
Bunicii paterni au fost regele Cazimir al IV-lea al Poloniei, Mare Duce de Lituania din dinastia Iagello și Elisabeta de Austria, una din moștenitoarele Boemiei, ducatului Luxemburg și ducatul Kujavia. Bunicii materni au fost Gaston de Foix, Conte de Candale și infanta Ecaterina de Navara.

## Biografie
S-a născut la Buda (astăzi parte a orașului Budapesta). Moartea lui Vladislav al II-lea la 13 martie 1516, a lăsat copiii săi în grija lui Maximilian I, Împărat Roman. Era aranjat ca Anna să se căsătorească  cu nepotul împăratului, arhiducele Ferdinand de Austria, al doilea fiu al reginei Ioana de Castilia și al soțului ei, Filip I al Castiliei.
Anna s-a căsătorit cu Ferdinand la 25 mai 1521 la Linz în Austria. La acel moment Ferdinand guverna teritoriile habsburgice în numele fratelui său mai mare, împăratul roman Carol al V-lea. S-a stipulat că Ferdinand trebuia să-i succeadă fratelui Annei în cazul în care acesta ar fi murit fără a avea moștenitori masculini.
Fratele ei Ludovic a fost ucis în Bătălia de la Mohács împotriva sultanului Suleiman Magnificul la 29 august 1526. Tronul Boemiei și al Ungariei a rămas vacant. Ferdinand a pretins ambele regate și a fost ales rege al Boemiei la 24 octombrie în același an. Ungaria se afla într-o situație dificilă deoarece Suleiman Magnificul anexase mare parte din regat.
Ferdinand a fost proclamat rege al Ungariei de un grup de nobili însă o altă facțiune de nobili unguri au refuzat să admită un cârmuitor străin și l-au ales antirege pe Ioan I Zápolya. Conflictul dintre cei doi rivali a durat până în 1571.
În 1531 fratele mai mare a lui Ferdinand, Carol al V-lea, l-a recunoscut pe Ferdinand ca succesor al său la tronul Sfântului Imperiu Roman. Anna și Ferdinand au avut 15 copii, toți născuți în Boemia sau Ungaria. 
Între timp, Anna a fost regină consoartă în Boemia și ca regină a Ungariei până la moarte. A murit la Praga la vârsta de 43 de ani.
În 1556 Carol al V-lea a abdicat și Ferdinand i-a succedat la tronul imperial, la nouă ani după decesul Annei.

### Descendenți
- Elisabeta de Austria (9 iulie 1526 – 15 iunie 1545); în 1543 s-a căsătorit cu viitorul rege Sigismund al II-lea Augustus al Poloniei și Lituaniei.
- Maximilian al II-lea, Împărat al Sfântului Imperiu Roman (31 iulie 1527 – 12 octombrie 1576); căsătorit cu verișoara lui primară Maria a Spaniei; a avut copii.
- Anna, Ducesă de Bavaria (7 iulie 1528 – 16 octombrie/17 octombrie 1590); căsătorită cu Albert al V-lea, ducele Bavariei.
- Ferdinand al II-lea, Arhiduce de Austria (14 iunie 1529 – 24 ianuarie 1595); căsătorit cu Philippine Welser, apoi cu nepoata sa, Anne Juliana Gonzaga.
- Maria de Austria (15 mai 1531 – 11 decembrie 1581); căsătorită cu Wilhelm, Duce de Jülich-Cleves-Berg.
- Magdalena de Austria (14 august 1532 – 10 septembrie 1590); călugăriță.
- Caterina de Austria (15 septembrie 1533 – 28 februarie 1572); în 1553 s-a căsătorit cu fostul ei cumnat, regele Sigismund al II-lea Augustus al  Poloniei și Mare Duce de Lituania.
- Eleonora de Austria (2 noiembrie 1534 – 5 august 1594); căsătorită cu Wilhelm I, Duce de Mantua.
- Margareta de Austria (16 februarie 1536 – 12 martie 1567); călugăriță.
- Johann de Austria (10 aprilie 1538 – 20 martie 1539); a murit în copilărie.
- Barbara de Austria (30 aprilie 1539 – 19 septembrie 1572); căsătorită cu Alfonso al II-lea d'Este.
- Carol al II-lea, Arhiduce de Austria (3 iunie 1540 – 10 iulie 1590); tatăl lui Ferdinand al II-lea, Împărat Roman.
- Ursula de Austria (24 iulie 1541 – 30 aprilie 1543); a murit în copilărie.
- Elena de Austria (7 ianuarie 1543 – 5 martie 1574); călugăriță.
- Ioana de Austria (24 ianuarie 1547 – 10 aprilie 1578); căsătorită cu Francesco I de Medici, Mare Duce de Toscana. Strămoașa regilor Carol al II-lea al Angliei și Ludovic al XIII-lea al Franței.